# Jean-Baptiste Monnoyer

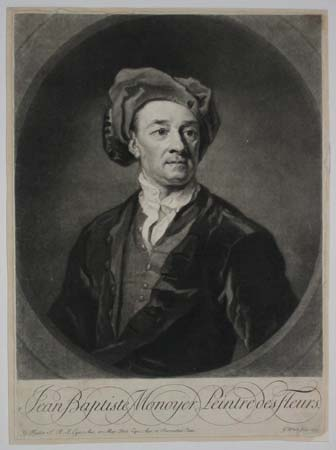
Jean-Baptiste Monoyer (Kupferstich von George White nach einem Ölgemälde von Godfrey Kneller)

Jean-Baptiste Monnoyer, genannt Baptiste (auch französisch Baptiste père und englisch Old Baptist; getauft am 12. Januar oder 19. Juli (?) 1636 in Lille; 16. Februar 1699 in London), war ein französischer Maler, Zeichner und Kupferstecher des Barock. Er war der bedeutendste und einflussreichste Stillleben- und Blumenmaler Frankreichs seiner Zeit.

## Leben
Er war ein Sohn von Charles Monnoyer und Marie Pentecoupe. Über sein Geburts- bzw. Taufdatum herrscht in der Literatur eine gewisse Verwirrung (siehe oben). Jean-Baptiste Monnoyer war zweimal verheiratet und gehörte zu einer Malerdynastie. Seine erste Frau Marie Monier († vor 1667) war eine Schwester des Historienmalers Pierre Monier; mit ihr hatte er mehrere Kinder, darunter eine Tochter Marie, die später den Blumenmaler Jean-Baptiste Belin de Fontenay, einen Schüler Monnoyers, heiratete. 1667 heiratete Monnoyer seine zweite Frau Marie Pétré, mit der er mindestens sieben weitere Kinder hatte, darunter Antoine (1677–1747), der ebenfalls Maler wurde.
Über seine Ausbildung ist nichts Genaues bekannt. Traditionell wird eine Lehre in Antwerpen vermutet, wo er unter anderem mit der Stilllebenmalerei von Jan Davidsz. de Heem oder Hieronymus Galle in Kontakt kommen konnte. Ursprünglich soll sich Monnoyer in der Historienmalerei versucht haben, wandte sich aber früh der Stilllebenmalerei zu, mit dem Schwerpunkt auf Blumen.
Mitte der 1650er Jahre war er in Paris und wirkte an den Dekorationen diverser bedeutender Adelspaläste mit, insbesondere des Hôtel Lambert und des Hôtel de Lauzun auf der Île Saint-Louis. Um 1660 arbeitete er unter der Oberleitung von Charles Le Brun auch in Nicolas Fouquets Schloss Vaux-le-Vicomte.

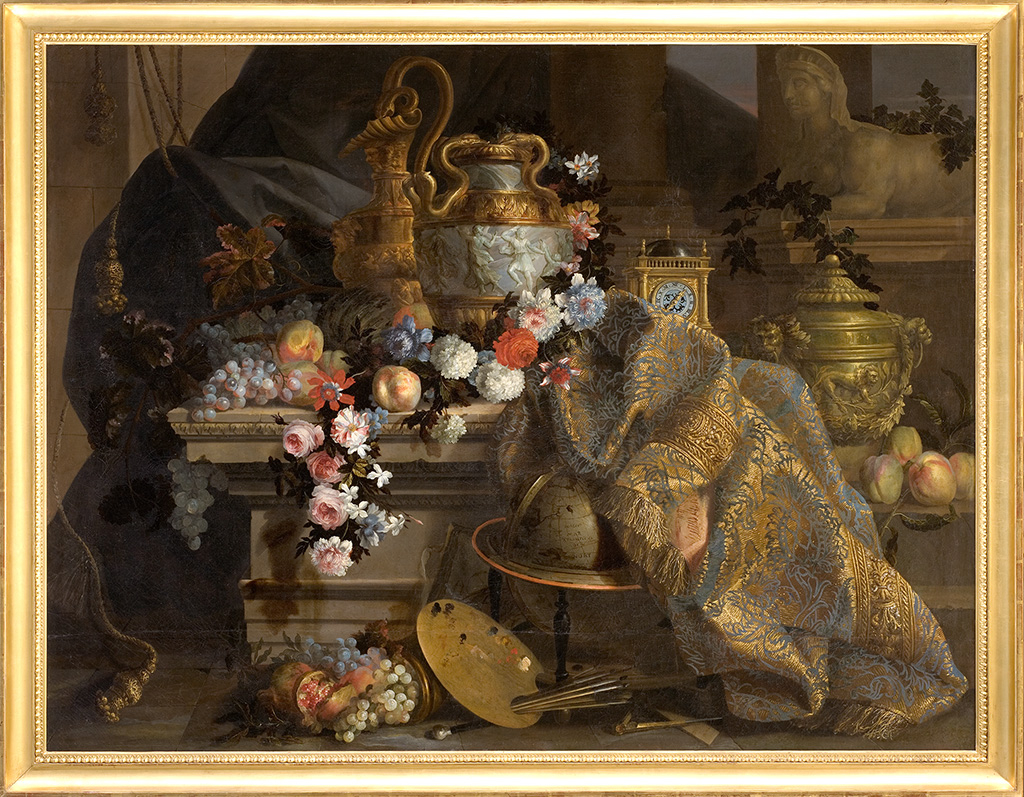
Prunkstillleben mit Blumen und Früchten, einer Uhr, Prunkgefäßen, einem Globus, Sphinx und Malerpalette, 1665, Öl auf Leinwand, 142 × 184,5 cm, Musée Fabre, Montpellier

Monnoyer stieg rasch zum bedeutendsten und gefragtesten Stillleben- und Blumenmaler im Frankreich Ludwigs XIV. auf und wirkte durch Vermittlung von Le Brun an den Dekorationen der königlichen Schlösser mit, in Vincennes, in Versailles, Grand Trianon und Marly sowie im Schloss von Philippe d’Orléans – dem Bruder des Königs – in Saint Cloud. Dabei schuf er viele Blumenstillleben, die er teilweise in Untersicht als Supraporten („dessus-de-porte“) malte. Daneben wirkte er auch mit anderen Malern zusammen, besonders mit Charles de La Fosse, Jacques Rousseau und René-Antoine Houasse. So malte er bereits in Vaux-le-Vicomte Blumengirlanden an der Decke des Salon des Muses und später in Versailles im Salon de Vénus ebenfalls Blumengirlanden in das Hauptbild der in den Wolken thronenden Venus von Houasse.
Gemeinsam mit De la Fosse schuf er das ovale Girlandenbild Verkündigung Mariä im Blumenkranz, die sich heute im Louvre befindet und bei der er die Farben der Blumen ungewöhnlich dezent und sensibel mit der heiligen Szene abstimmte. Auch mit dem Porträtmaler Hyacinthe Rigaud soll Monnoyer zusammengearbeitet haben.
Nachdem er bereits 1663 „agrée“ der Académie Royale de peinture geworden war, wurde Monnoyer 1665 endgültig von dieser Institution aufgenommen. Als Aufnahmestück malte er das große Prunkstillleben mit Blumen und Früchten, einer Uhr, Prunkgefäßen, einem Globus, Sphinx und Malerpalette, das sich heute im Musée Fabre in Montpellier befindet und als eines seiner berühmtesten und bedeutendsten Werke gilt.

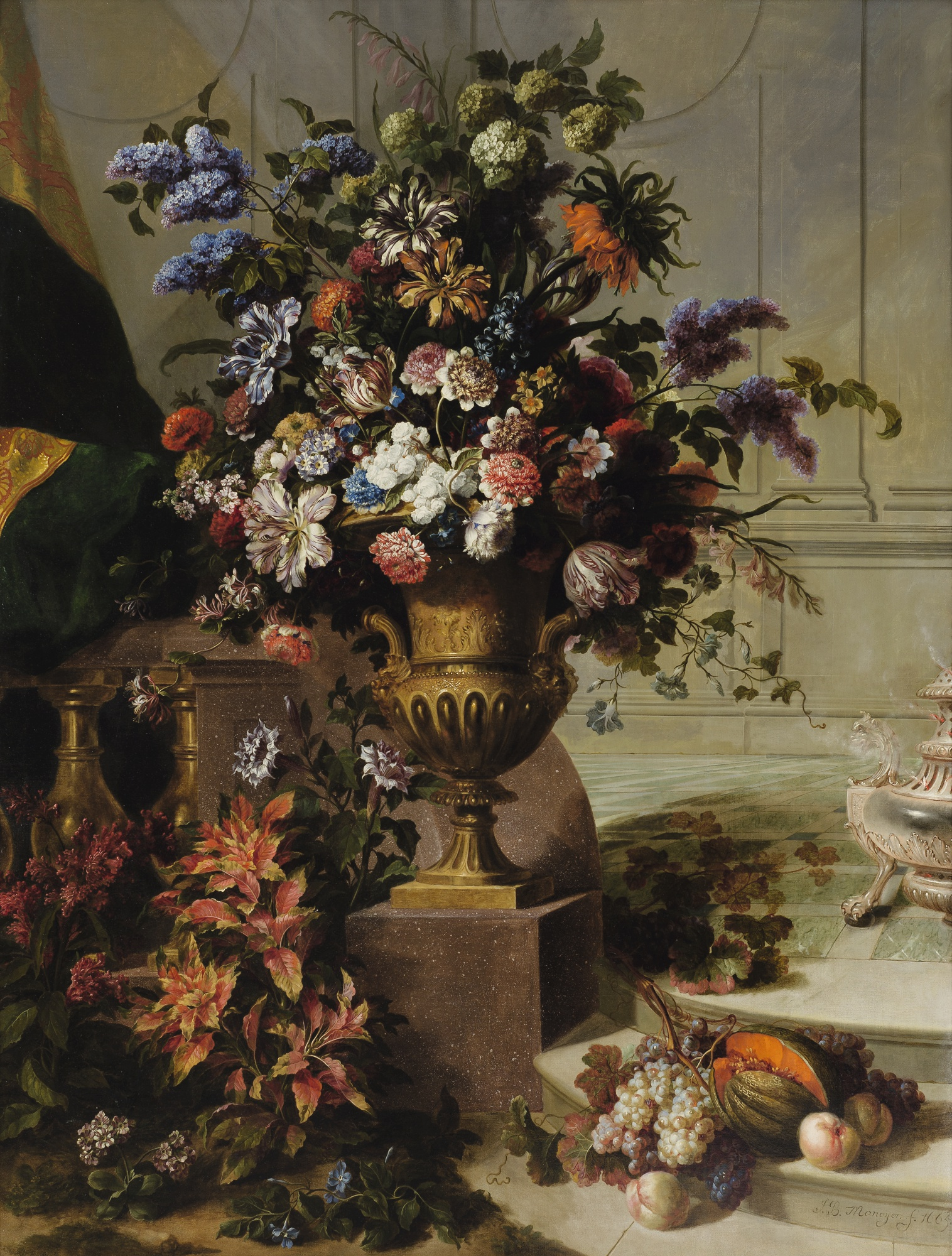
Blumen in einer vergoldeten Bronzevase auf einem Sockel aus Porphyr, signiert: J.B. Monoyer f. 1665, Öl auf Leinwand, 208 × 160 cm, Privatsammlung

Aus demselben Jahr stammt ein weiteres ungewöhnlich großes, signiertes und datiertes Prunkstillleben, Blumen in einer vergoldeten Bronzevase auf einem Sockel aus Porphyr (208 × 160 cm, Privatsammlung), das am 24. Juni 1993 bei einer Auktion in Paris für 1 850 000 Francs versteigert wurde – ein Rekordpreis für ein Gemälde des Künstlers. Auffällig an diesem Bild ist neben vielen anderen Blumen die Darstellung von blauem Flieder, der seinerzeit eine kostbare Rarität war und relativ selten gemalt wurde; ungewöhnlich für einen Maler des 17. Jahrhunderts außerdem die Verwendung von Lila- und Mauve-Tönen, die man allerdings zuvor schon bei Jean-Michel Picart findet.
Ab 1666 arbeitete er auch mit der Gobelin-Manufaktur und mit Jean Bérain zusammen und lieferte dafür Entwürfe für Girlanden sowie andere Blumen-Ornamente. Gemeinsam mit seinem Schüler Jean-Baptiste Belin d. Ä. und Guy Louis Vernansal war er an einer Serie von Tapisserien über die Geschichte des Kaisers von China beteiligt.
Monnoyer stellte nur ein einziges Mal, im Jahr 1673, im Salon der Académie aus, unter dem Namen „Baptiste“; am 1. Juli 1679 wurde er „conseiller“ der Académie.
Zu seinem Erfolg und Ruhm trug die Verbreitung vieler seiner Werke als Kupferstiche bei. Er selber stach 34 Blumenkompositionen in Vasen, Körben oder als einfache Bouquets oder Girlanden. Nach Zeichnungen von Monnoyer wurde außerdem das Livre de toutes sortes de fleurs d’apres nature… und der Recueil de 12 divers Groupes et Bouquets de Fleurs… von dem Kupferstecher Jean Vauquer veröffentlicht. Weitere Werke von Monnoyer wurden später auch durch Poilly, John Smith, Avril den Älteren u. a. in Kupfer gestochen und verbreitet.
Ludwig XIV. soll in seinen Kunstsammlungen an die 60 Gemälde von Monnoyer gehabt haben, und laut dem Inventar des Nicolas Bailly von 1709/1710 befanden sich allein in den fürstlichen Appartements des Südflügels von Schloss Versailles 22 Blumenbilder von Jean-Baptiste Monnoyer.

### England
Auf dem Höhepunkt seines Ruhms begab sich der Maler auf Einladung von Ralph Montagu, dem englischen Botschafter in Frankreich, im Jahr 1690 nach England – obwohl die beiden Länder zu der Zeit gerade Krieg gegeneinander führten. Für Montagu House (heute zerstört) schuf er etwa fünfzig Stillleben, von denen ein Teil später nach Boughton House gelangte.

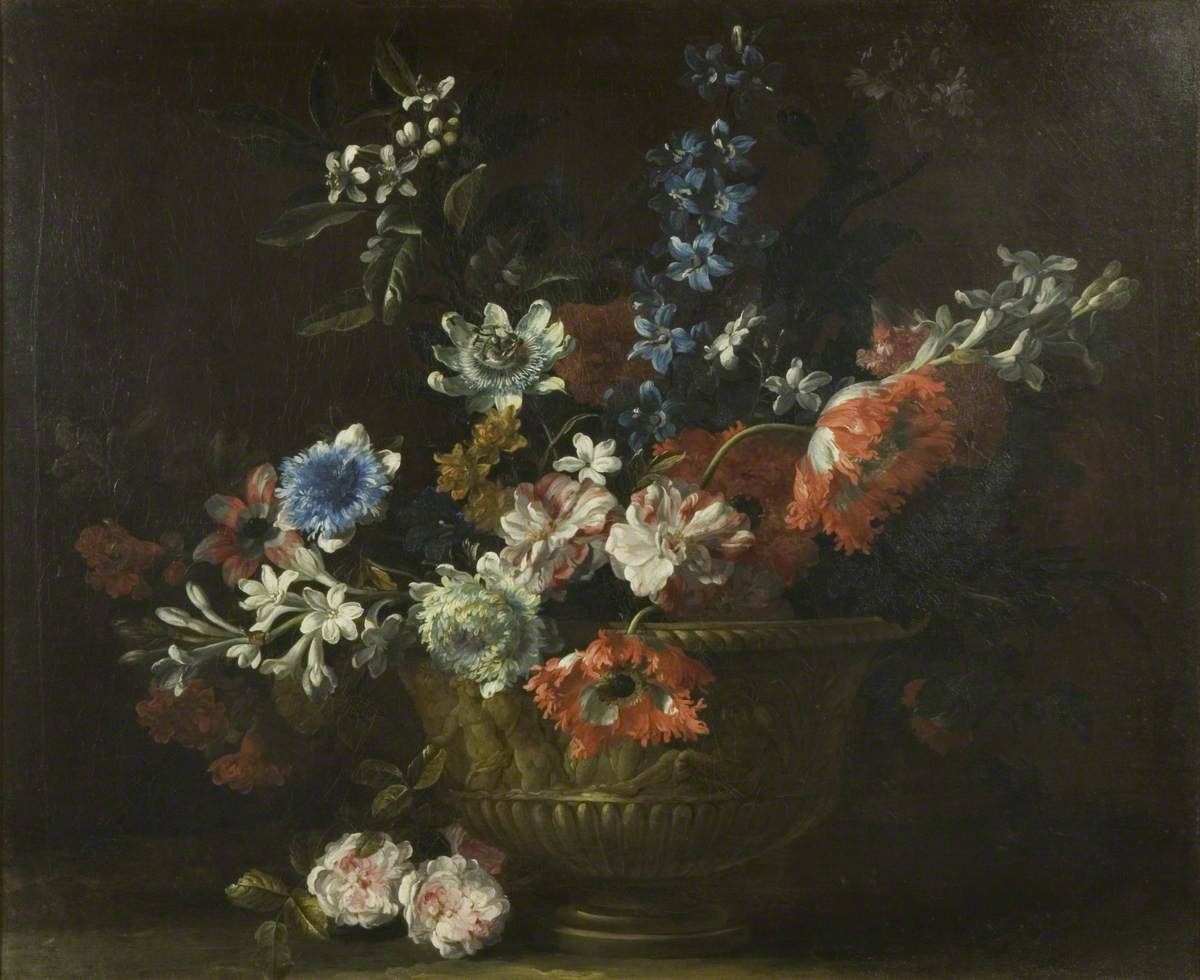
Blumenstillleben mit Passionsblüte, um 1690, Öl auf Leinwand, 60,9 × 73,6 cm, Bristol City Museum and Art Gallery

Monnoyer machte in England regelrecht Furore und war dort bald, ähnlich wie in Frankreich, als „Baptist“ bekannt. Er erhielt zahlreiche weitere Aufträge aus dem englischen Adel, unter anderem von Charles Howard für Burlington House und von den Königinnen Mary II. und Anne, die ihn Stillleben für den Kensington Palace sowie für Hampton Court und für Windsor Castle malen ließen. Er arbeitete auch mit Godfrey Kneller zusammen und malte in einigen von dessen Porträts die Blumen; Kneller malte ein Porträt von Monnoyer, das von George Smith und Edward Fisher in Mezzotinto gestochen und veröffentlicht wurde.
Jean-Baptiste Monnoyer verbrachte die letzten Jahre seines Lebens in England und starb am 16. Februar 1699 in London, wo er in der St. James’s Church in Piccadilly begraben wurde.
Zu Monnoyers Schülern gehörten seine Söhne Antoine, der zunächst seinen Stil übernahm, aber später nicht mehr an die Qualität des Vaters heranreichte, und Baptiste Monnoyer, außerdem sein Schwiegersohn Jean-Baptiste Belin d. Ä., der seit 1687 mit Monnoyers Tochter Marie verheiratet war, und wahrscheinlich auch Peter Casteels III.; an Monnoyers Spätwerk waren seine Schüler wahrscheinlich bis zu einem gewissen Grade beteiligt und vor allem die Hände von Vater Baptiste und Sohn Antoine sind dabei schwer zu unterscheiden. Auch auf andere Maler hatte er einen massiven Einfluss, viele seiner Werke wurden insbesondere in England kopiert. Da Jean-Baptiste Monnoyer nur sehr wenige Werke signierte, führt all dies bis heute zu Zuschreibungsproblemen.
Sichere Werke von seiner Hand befinden sich u. a. in den Schlössern von Versailles und Grand Trianon, im Musée du Louvre, in den Kunstmuseen (Musées des Beaux-Arts) in Lille, Orléans, Montpellier und Valenciennes; viele seiner Werke (oder ihm zugeschriebene Bilder) sind außerdem auf englischem Boden, u. a. in den Sammlungen der Royal Collection.

## Stil

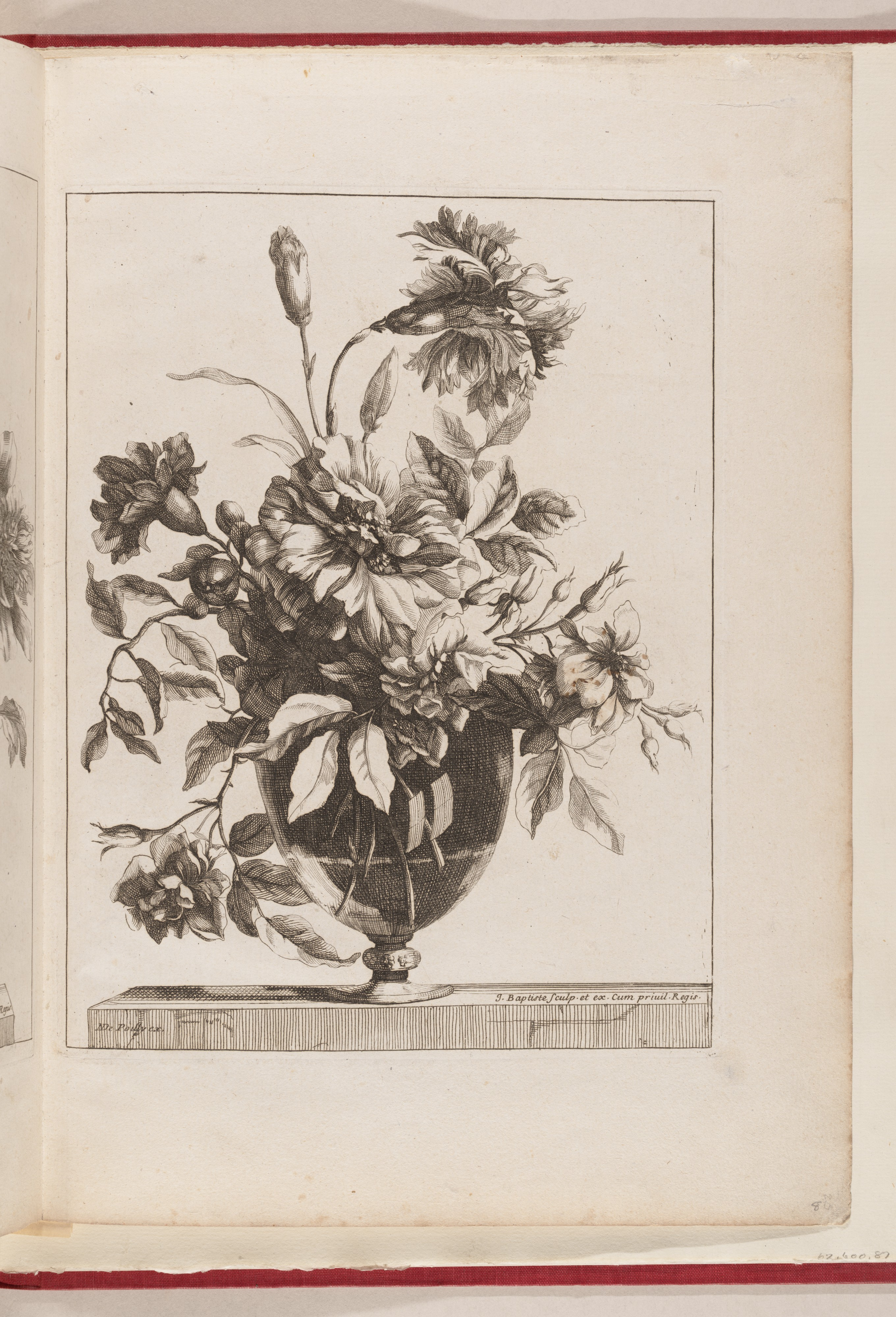
Blumen in einer Glasvase, Kupferstich von J. B. Monnoyer (Nicolas de Poilly, Paris, um 1659), Metropolitan Museum, New York

Jean-Baptiste Monnoyers Malerei ist einerseits von flämischen Vorbildern wie Jan Davidsz. de Heem und dem in Paris wirkenden Jean-Michel Picart, aber auch von italienischen Blumenmalern beeinflusst, wie dem seinerzeit in ganz Europa bekannten malerisch-dekorativen Stil des Mario de’ Fiori, des Michelangelo del Campidoglio und deren Nachfolgern.
Monnoyer malte seine Blumen und Früchte nach der Natur und arrangierte sie auf höchst dekorative Weise, oft in asymmetrischen oder schrägen Kompositionen oder als Girlanden. Seine Bouquets haben bei aller barocken Üppigkeit oft eine luftige Eleganz. Die Blumen sind dabei in der Regel auf der Höhe ihrer Blüte oder leicht darüber hinaus. Wie in der Blumenmalerei traditionell üblich, wählte er oft seltene und seinerzeit neue Blumen oder Sorten aus, man findet bei ihm beispielsweise gestreifte zweifarbige Rosen, Tulpen in ungewöhnlichen Farben, Flieder etc. Sein Kolorit ist reich und chromatisch sehr fein abgestimmt, dabei von Werk zu Werk verschieden, das disegno klar, der Gesamteindruck lebendig und bewegt. Wie im Grunde zu erwarten, ist eine Entwicklung und Reifung vom Früh- zum Spätwerk erkennbar, laut Salvi wurde seine Pinselführung sicherer und das Kolorit „im Allgemeinen wärmer“.
Viele seiner Werke spiegeln den raffinierten und eleganten Geschmack des französischen Hofes unter Ludwig XIV., manche auch einen entsprechenden Hang zum Prunk, wider; andererseits passte er sich in seinem englischen Spätwerk durchaus dem dortigen, etwas „schwereren“ Geschmack an. Obwohl Monnoyer auch Bouquets in Glasvasen und Körben malte und zeichnete, gilt als typisch die Verwendung von kostbaren Gefäßen, wie antikisierende Marmor- oder Alabastervasen mit Reliefs oder Vasen aus manchmal vergoldeter Bronze; nicht selten stellte er auch malerisch drapierte kostbare Stoffe wie Samt oder Brokat dar – das Gesagte trifft jedoch nicht auf jedes seiner Werke zu und trotz eines barocken Hangs zum Luxus erscheint das von einigen modernen Autoren plakativ geäußerte Negativurteil des „Pompösen“ oder „Theatralischen“ übertrieben. Wie seinerzeit üblich, bezog er gelegentlich Tiere wie Papageien, Hündchen oder Äffchen in seine Kompositionen mit ein. Neben Werken vor einem traditionell dunklen oder zumindest verschatteten Hintergrund finden sich auch Blumenstillleben vor blauem Himmel oder vor heller architektonischer Kulisse.

## Galerie

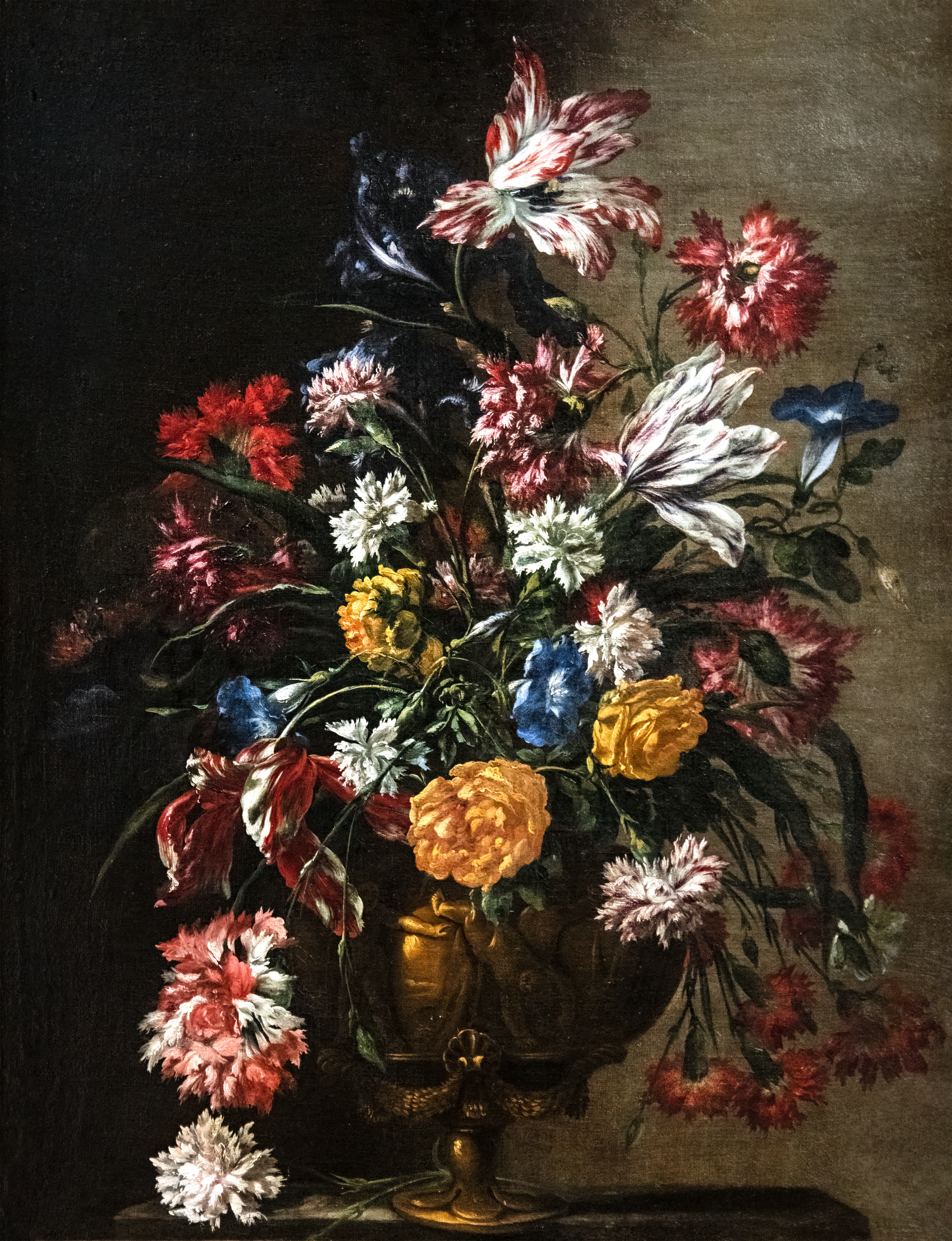
Blumen in einer Messingvase, 1654–1679, Öl auf Leinwand, 73 × 58 cm, Musée des Beaux-Arts, Narbonne
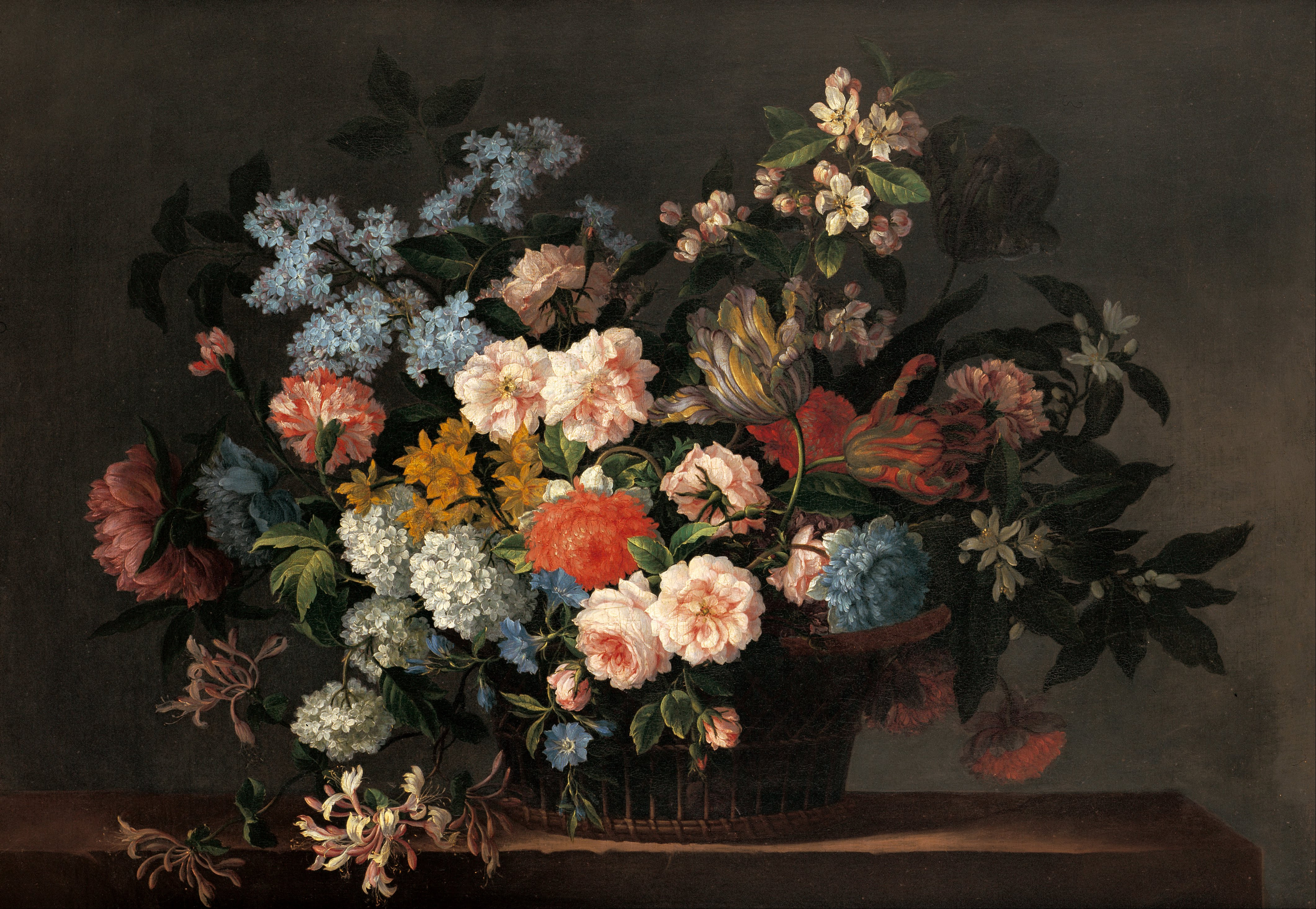
Blumen in einem Korb, Öl auf Leinwand, 73 × 103,50 cm, Art Gallery of South Australia, Adelaide
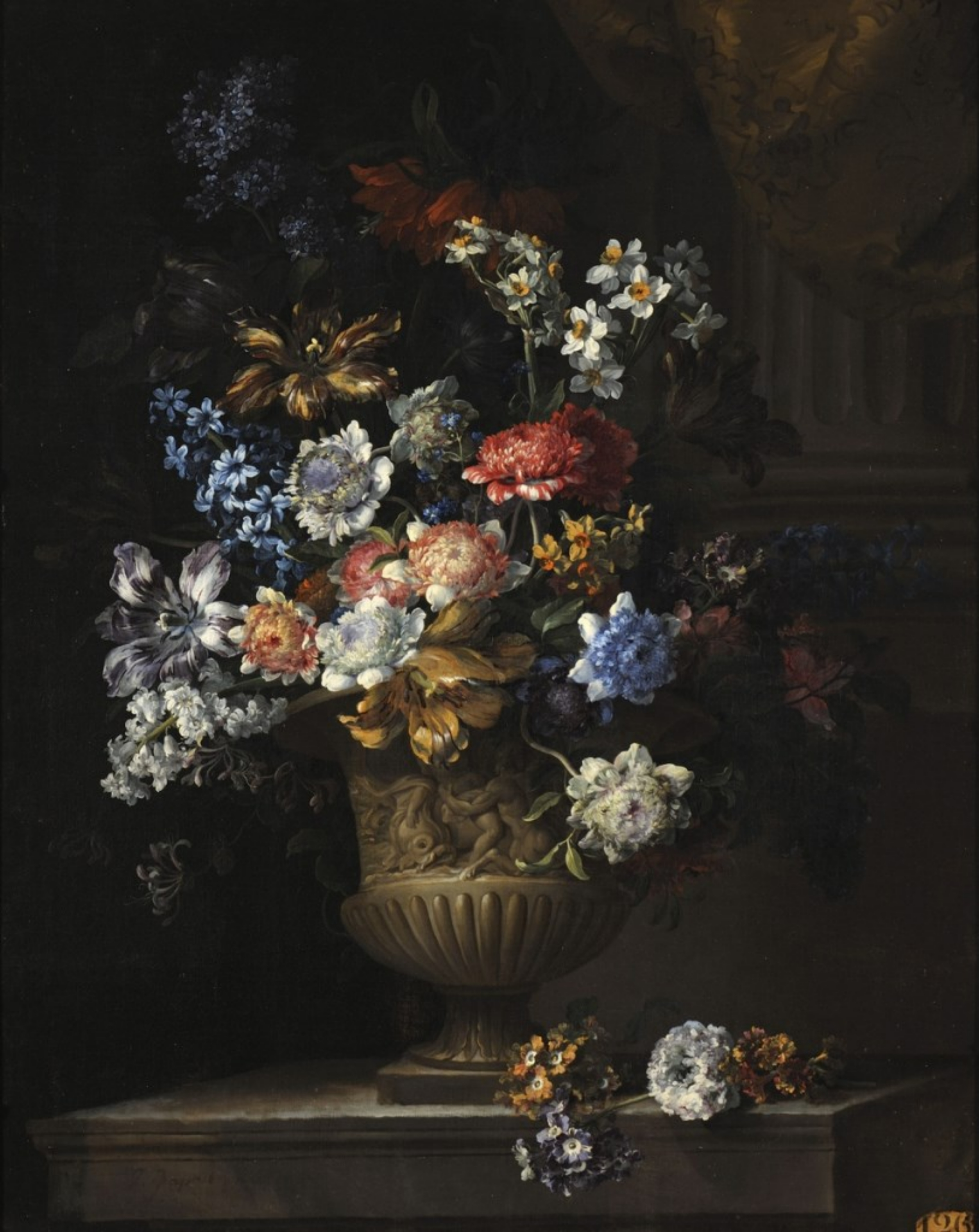
Blumen in einer reliefierten Vase (Supraporte), signiert: J. Baptiste fecit, Öl auf Leinwand, 106,8 × 83,4 cm, Musée des Beaux-Arts de Lyon
Marmorvase mit Blumengirlande, Öl auf Leinwand, 115 × 77 cm, Schwedisches Nationalmuseum, Stockholm
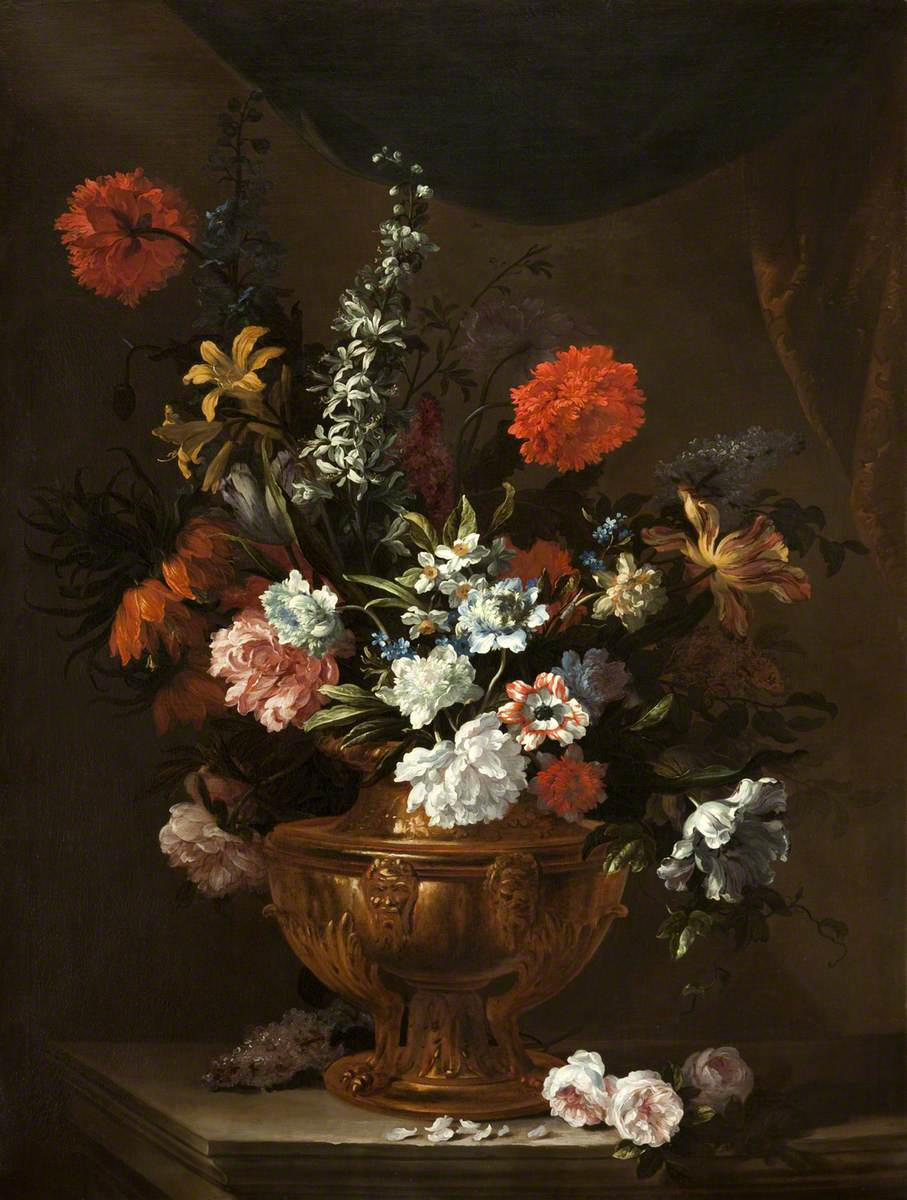
Blumen in einer skulptierten Kupfervase, signiert, Öl auf Leinwand, 149 × 109 cm, Towneley Park (National Trust)
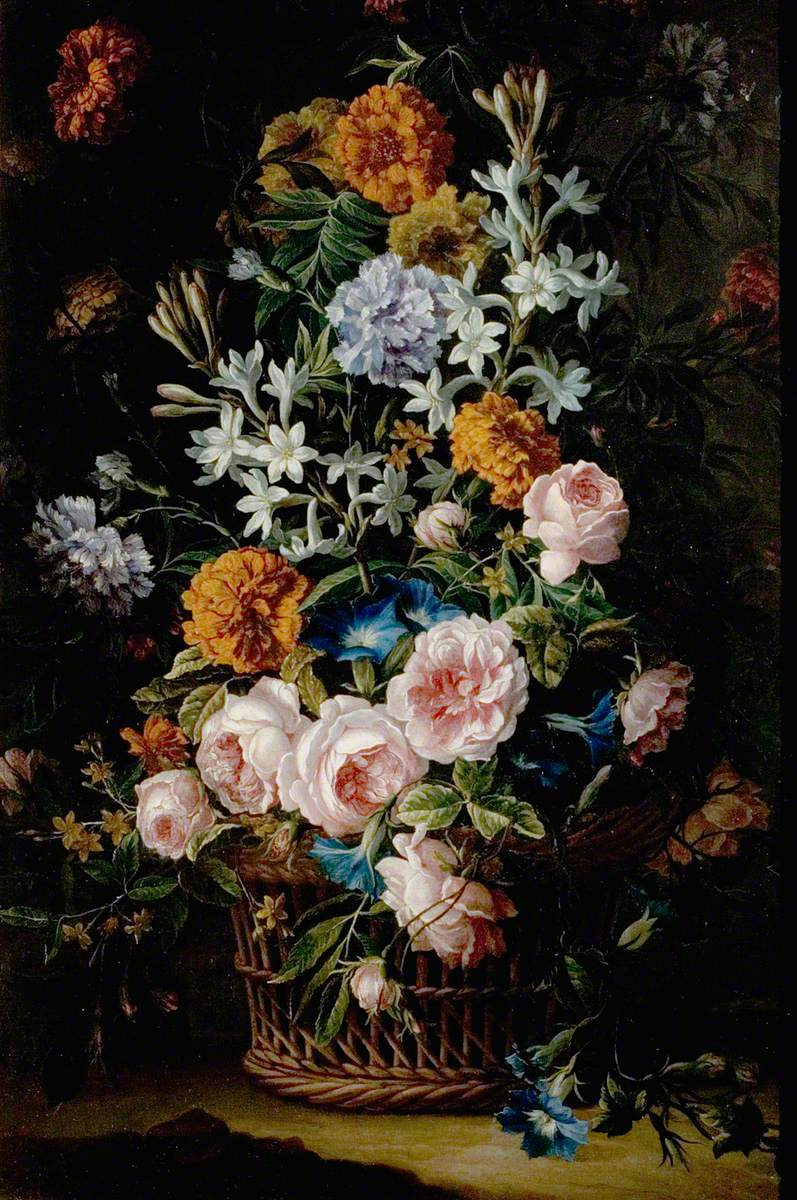
Blumenbouquet mit Tagetes in einem Korb, Öl auf Leinwand, 81 × 54,5 cm, Nottingham Castle Museum and Art Gallery

## Literatur

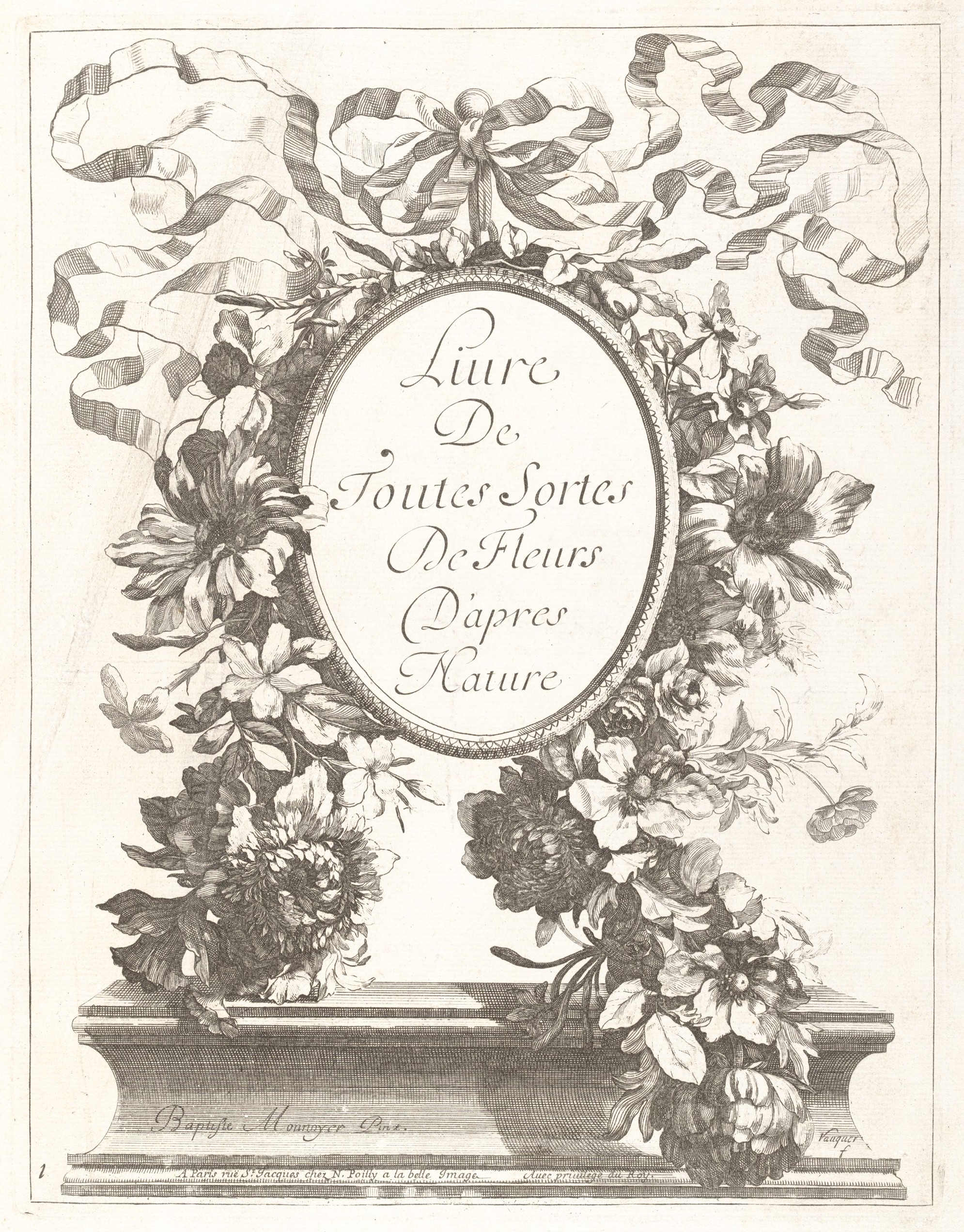
Livre de Toutes Sortes De Fleurs D’apres Nature (1670–1680, Jacques Vauquer nach J. B. Monnoyer), Metropolitan Museum, New York